# 泉警察署 (宮城県)
泉警察署（いずみけいさつしょ）は、宮城県警察が管轄する警察署のひとつである。

## 管轄区域
- 仙台市泉区
- 黒川郡大和町学苑2番2および2番3

## 所在地
- 宮城県仙台市泉区泉中央1丁目2番地の5

## 沿革
- 1990年（平成2年） - 仙台北警察署管内のうち、泉区域を分割し、管轄する警察署として開署（政令市移行に伴うもの）。
- 2023年4月1日 - 鶴が丘駐在所が廃止され泉交番鶴が丘連絡所となる。[1]

## 内部組織
- 会計課
  - 会計係

- 警務課
  - 警務係
  - 相談係
  - 被害者支援係

- 留置管理課
  - 留置管理係

- 生活安全課
  - 生活安全係
  - 営業保安係
  - 少年・生活安全捜査係

- 地域課
  - 地域係
  - 自動車警ら第一係
  - 自動車警ら第二係
  - 自動車警ら第三係

- 刑事第一課
  - 捜査庶務係
  - 地域指導係
  - 捜査第一係
  - 捜査第二係
  - 鑑識係

- 刑事第二課
  - 捜査庶務係
  - 知能犯係
  - 組織犯罪対策係

- 交通課
  - 交通指導係
  - 交通事故捜査係
  - 許認可係

- 警備課
  - 警備係

## 交番
- 泉交番 - 仙台市泉区七北田字東裏29番地
- 長命ヶ丘交番 - 仙台市泉区長命ヶ丘2丁目22番地の11
- 将監交番 - 仙台市泉区将監8丁目1番1号
- 寺岡交番 - 仙台市泉区寺岡1丁目25番地の5
- 南光台交番 - 仙台市泉区南光台7丁目1番1号
- 向陽台交番 - 仙台市泉区向陽台5丁目20番13号
- 根白石交番 - 仙台市泉区根白石字下町42番地の18

## 駐在所
- 泉ヶ丘駐在所 - 仙台市泉区泉ヶ丘4丁目8番33号

## 連絡所
- 泉交番鶴が丘連絡所 - 仙台市泉区鶴が丘2丁目9番10号